# Kumano, Mie
Kumano (japanska: 熊野市?, Kumano-shi) är en stad i Mie i Japan. Staden fick stadsrättigheter 1954.